# Chusquea amistadensis
Chusquea amistadensis là một loài thực vật có hoa trong họ Hòa thảo. Loài này được L.G.Clark, Davidse & R.P.Ellis mô tả khoa học đầu tiên năm 1989.